# Nationaal Museum van de Weerstand
Het Nationaal Museum van de Weerstand (Frans: Musée National de la Résistance) is een museum in Anderlecht in het Brussels Hoofdstedelijk Gewest. Het richt zich op weerstand in België en de rest van Europa tijdens oorlogen.
Het museum blikt voor een deel vanuit Belgisch perspectief terug, met een collectie objecten, documenten en archieven over Belgische weerstand die werd geboden tijdens de Eerste en Tweede Wereldoorlog. Aan bod komen bijvoorbeeld de Achttiendaagse Veldtocht in aanloop naar de bezetting, getuigenissen over de praktijken van de nazi's, gewapend verzet en sabotageacties van de verzetsbeweging, burgerverzet, werkweigering, collaborateurs, repressie door de bezetter, racisme, reddingsoperaties van en onderduikgelegenheden voor joden, andere geheime operaties, krijgsgevangenen, voedselbevoorrading, inlichtingennetwerken, vluchtlijnen, enzovoorts.
Naast de eigen oorlogsgeschiedenis, is er ook aandacht voor deze oorlogen in andere landen van Europa, andere oorlogen zoals de Spaanse Burgeroorlog (1936-1939), en het interbellum (1918-1940). Het museum is niet alleen plaats voor historisch erfgoed over oorlog, maar dient ook als een plaats om oorlogen te herdenken en voor de verspreiding van een vredesboodschap.

## Galerij
| blik in het museum |
| blik in het museum |